# Instituto Educacional Centro Nippo Brasileiro
Instituto Educacional Centro Nippo Brasileiro (日伯学園, Nippaku Gakuen) é uma escola Brasileira em Oizumi, Gunma que serve do jardim de infância até ao 12º ano.

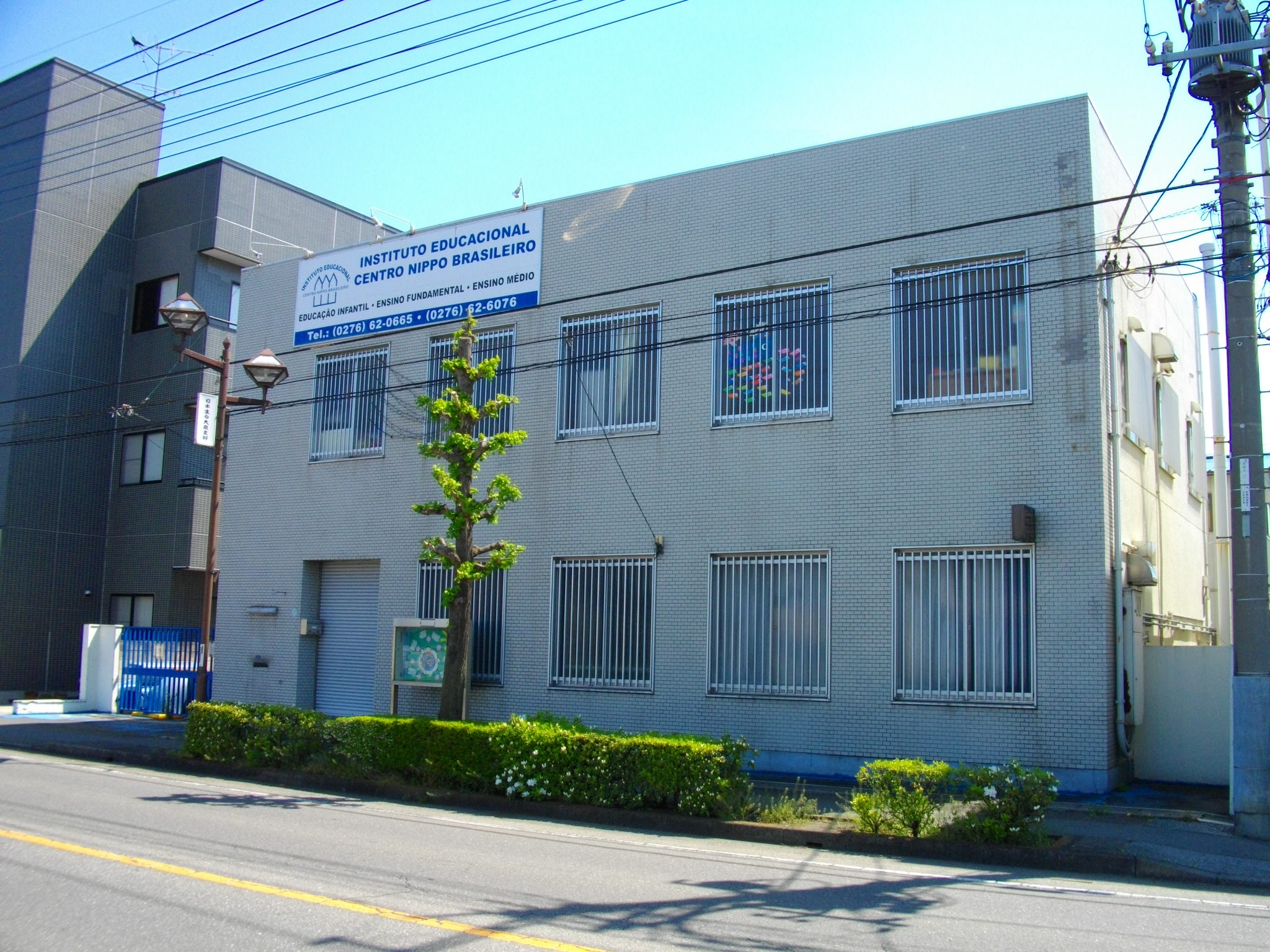
Instituto Educacional Centro Nippo Brasileiro

Ele é credenciado pelo governo brasileiro. Desde 2015, o diretor é Elika Tozawa.
Em 2008, a escola contava com 185 alunos. Em 2007, 45 alunos que abandonaram o japonês nas escolas públicas começaram a participar de Nippaku Gakuen.